# Château de Wenden
Pour les articles homonymes, voir Wenden.
Le château de Wenden (en allemand : Burg Wenden, en letton : Cēsu viduslaiku pils) est le château fort le mieux conservé de l’Ordre Teutonique en Lettonie. Son aspect est toujours celui du XVe siècle après son réaménagement en castel quadrangulaire. Il se trouve à Cēsis (ancienne Wenden livonienne et russe, jusqu’en 1918, renommée officiellement Cēsis à l’indépendance de la Lettonie, et à l’époque soviétique).

## Historique

### Fondation du château
Wenden a d’abord été fondé par les chevaliers Porte-Glaive de l’Ordre Livonien sous le magistère de Renno von Rohrbach au début du XIIIe siècle, en 1209. Il est bien situé sur la route de Riga, Dorpat et Pskov. Plus tard, l’Ordre livonien fusionne avec l’Ordre Teutonique. Le château attire l’attention du grand maître Hermann Balk qui en fait sa résidence. Mindaugas s’y rend en 1261.

### Prospérité auXVIesiècle
L’époque de prospérité du château de Wenden se passe sous le magistère de Walter de Plettenberg (1494-1535), grand maître des chevaliers Porte-Glaive, restés catholiques, après la disparition de l’Ordre Teutonique en Prusse, en tant qu’ordre de chevalerie catholique, due à la conversion d’Albert de Brandebourg au luthéranisme. Walter de Plettenberg fait construire des tours rondes pour l’artillerie, et des Vorburg, ou petits fortins défensifs en avancée du bâtiment principal. Le chapitre général (capitulum) de l’ordre s’y tient une fois par an.
Le château commande les terres de Memel, jusqu’à Narva. Le grand maître Walter de Plettenberg se fait enterrer comme certains de ses prédécesseurs dans l’église Saint-Jean, construite à la fin du XIIe siècle. Jan Karol Chodkiewicz y réunit une assemblée, un Landtag, en 1566 et y organise une cérémonie pour l’archevêque de Riga et offre la Livonie à la couronne de Pologne, en formant le duché de Livonie.
Les troupes d’Ivan le Terrible affrontent celles des chevaliers à la bataille de Wenden, le 21 octobre 1578, et le château est endommagé. Les Suédois, qui dominent la Livonie suédoise, en sont maîtres au XVIIe siècle et en renforcent les défenses ; mais les travaux ne sont pas menés à terme à cause de la guerre suédo-polonaise, puis de la grande guerre du Nord (1700-1721), à l’issue de laquelle la région entre dans l’Empire russe.

### Reconstruction auXVIIIesiècle

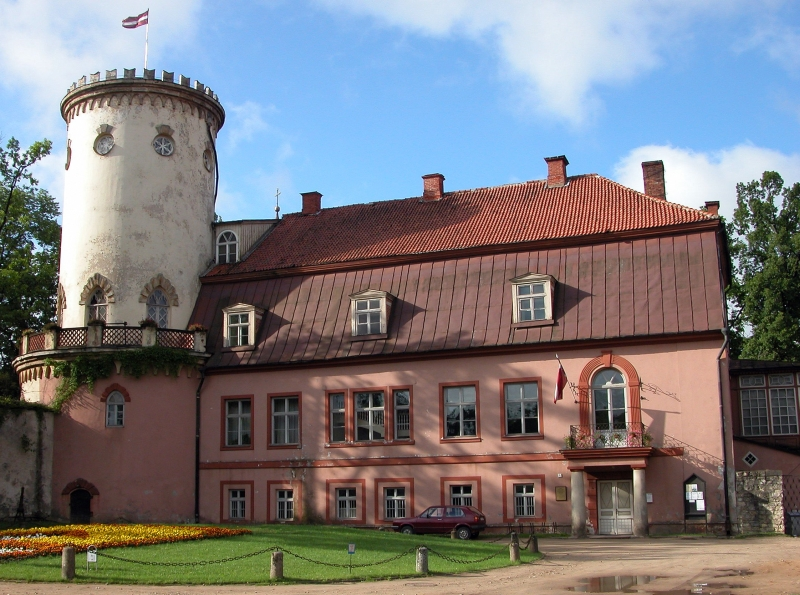
Vue du nouveau château de Wenden

L’impératrice Élisabeth le met à disposition du chancelier Bestoujev, mais le château brûle en 1748 et reste à l’abandon. C’est le baron Karl von Sievers, aristocrate du gouvernement d’Estonie, qui réinvestit l’endroit en 1777 en faisant construire un château à côté, château qui sera adapté au style pseudo-gothique à l’époque romantique.
La famille von Sievers en demeure propriétaire jusqu’en 1920, lorsque la nouvelle république lettone exproprie les aristocrates. Les ruines du vieux château sont consolidées et constituent une attraction touristique majeure de la Lettonie.

## Illustrations

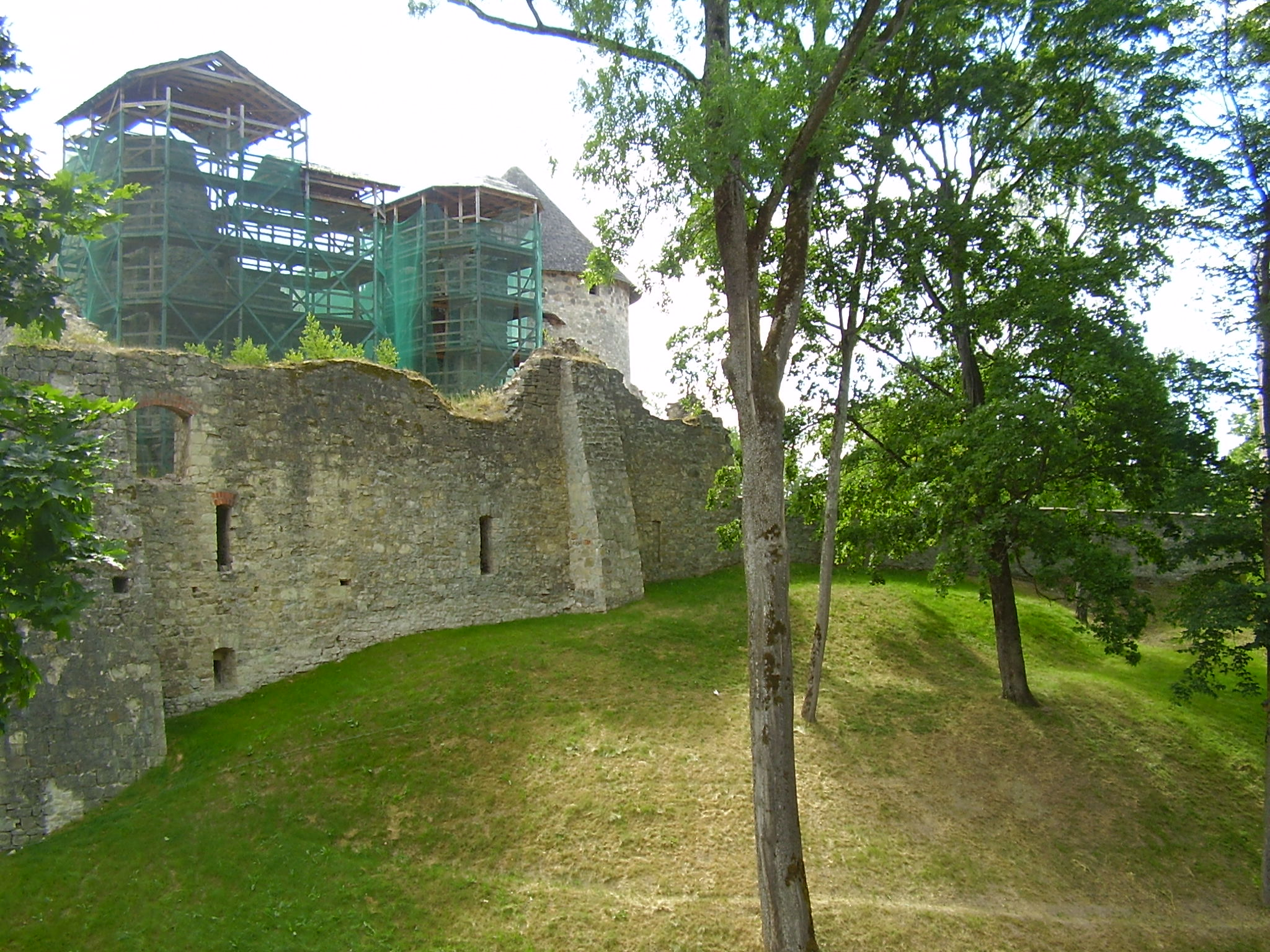
Restauration des tours, en 2006
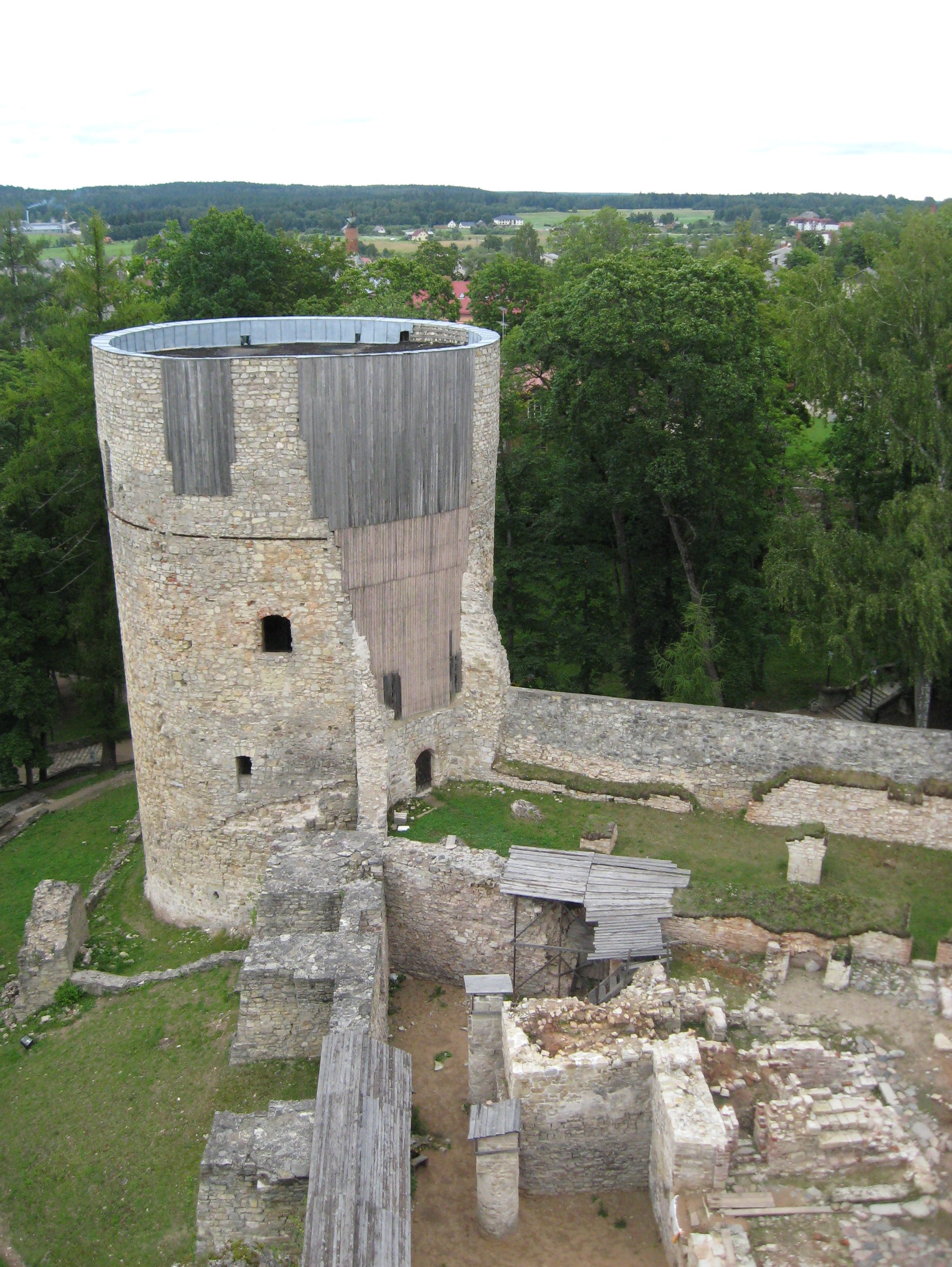
Rétablissement du volume des tours en bois, en 2008
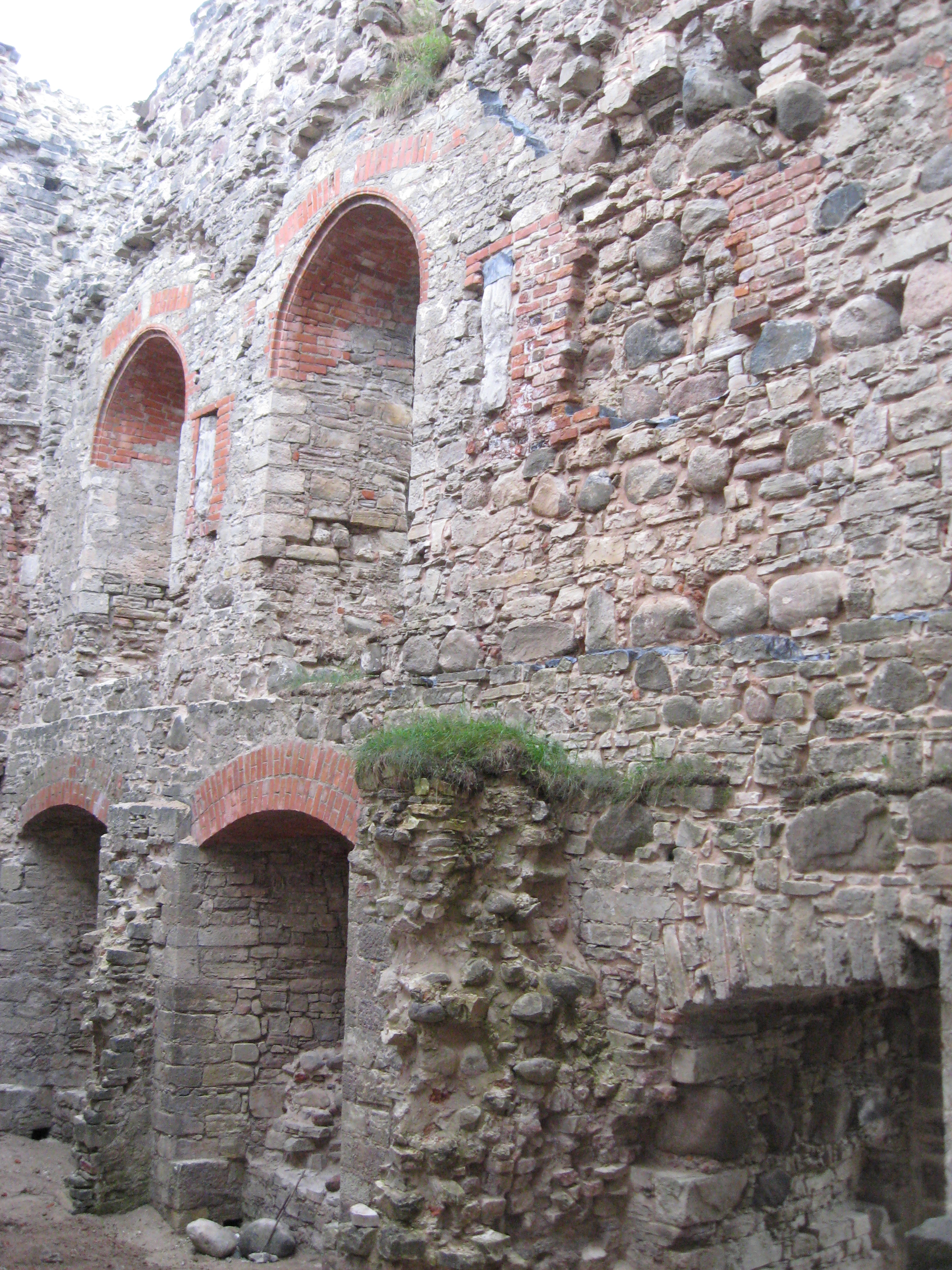
Vue de mur depuis l’intérieur, en 2008
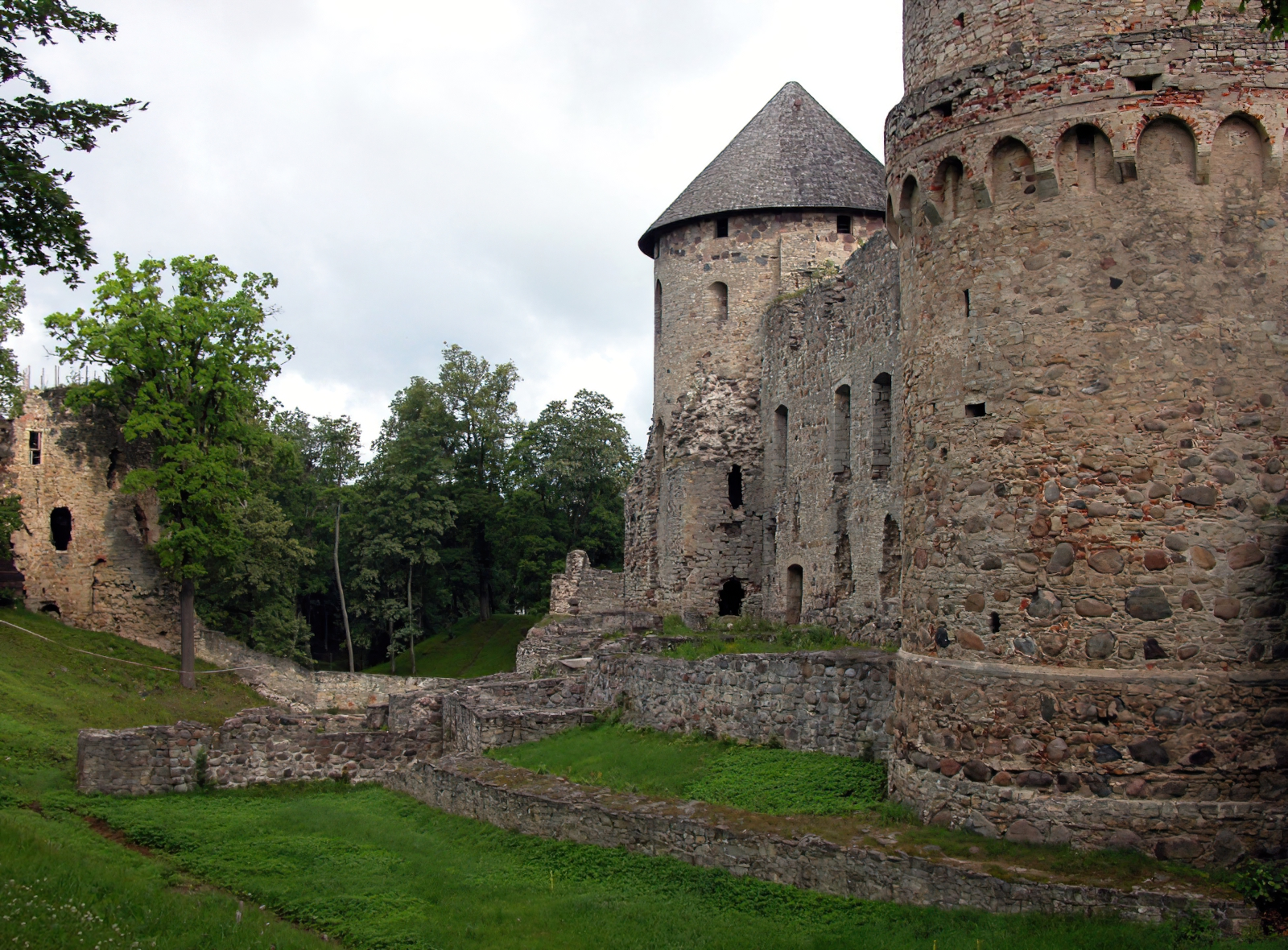
Les tours et les douves, en 2004
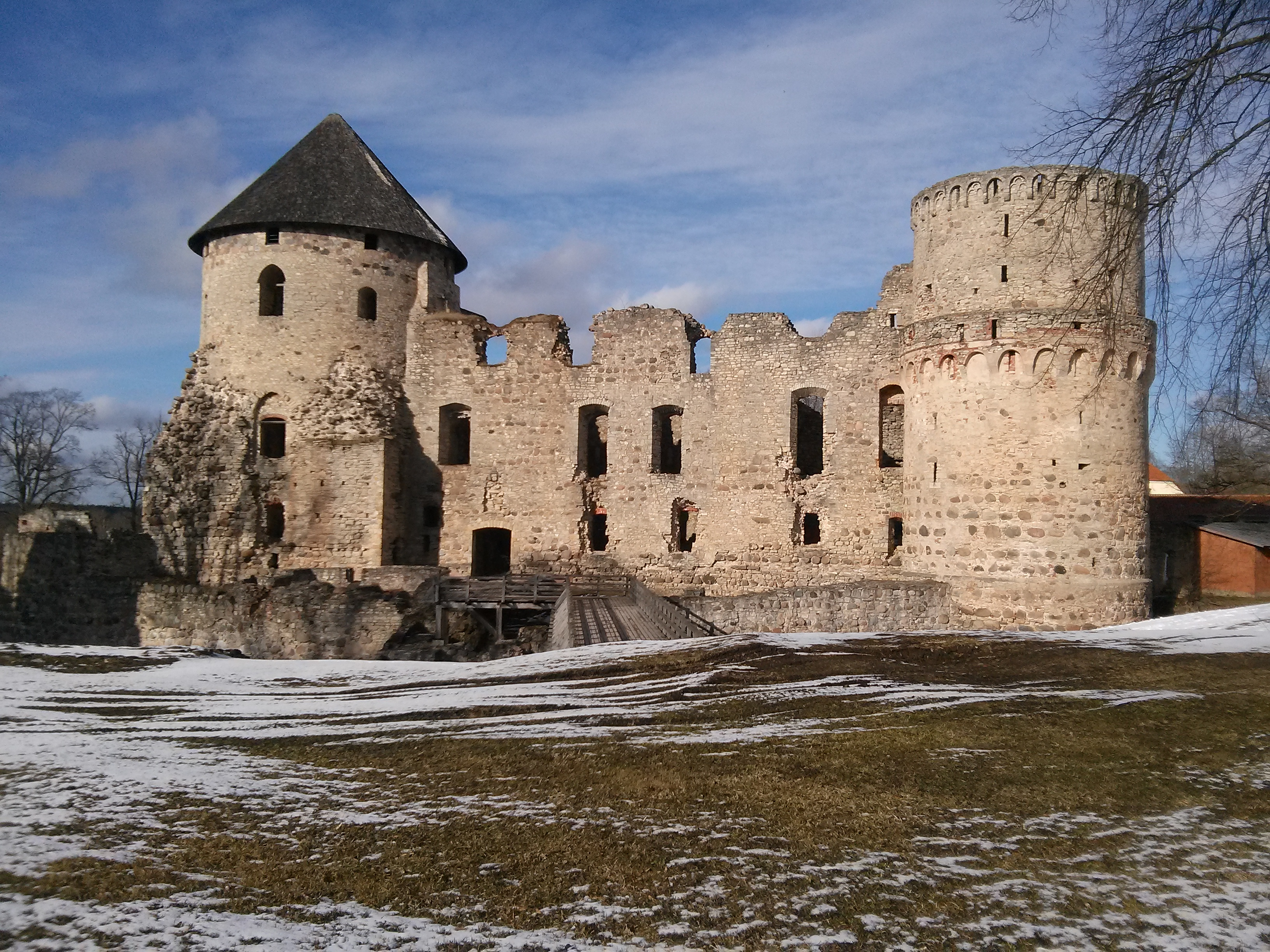
Les tours en 2014

## Source
- (ru) Cet article est partiellement ou en totalité issu de l’article de Wikipédia en russe intitulé « Венденский замок » (voir la liste des auteurs).